# David Milstein
David Milstein (Ulm, 4 de junho de 1947) é um químico israelense, conhecido por suas pesquisas sobre catálise homogênea.

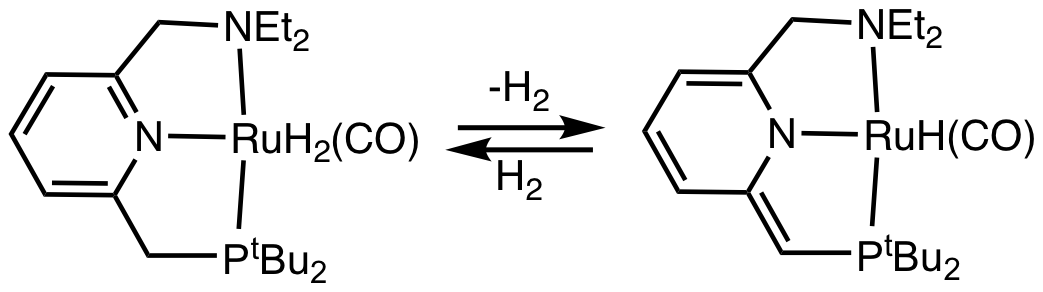
Reação de H_{2} com uma catálise de Milstein.

Recebeu o Prêmio Israel de Química e física de 2012 e a Medalha Blaise Pascal de 2019.
Foi eleito membro estrangeiro da Royal Society em 2019 (ForMemRS).